# Notomys fuscus
Notomys fuscus — невеликий гризун, ендемік Австралії, що мешкає в пустельних регіонах, для яких характерні піщані дюни. Популяція зазнала значного скорочення після прибуття європейців і продовжує зазнавати загрозливих процесів. Наразі він занесений до списку видів, що перебувають під загрозою зникнення.

## Морфологічний опис
Довжина голови й тулуба від 80 до 115 мм. Довжина хвоста — від 120 до 155 мм. Довжина задніх лап становить 35–40 мм, а довжина вух — 24-28 мм. Вага від 20 до 50 грамів. Світло-оранжева або сіра спина різко контрастує з білою нижньою стороною. Обидві статі мають горловий мішок. У самиці чотири черевні соски.

## Спосіб життя
Цей вид є мешканцем піщаних дюн. Він риє нору приблизно на один метр під поверхнею, довжина якої може досягати п'яти метрів. У двох сусідніх норах може жити до п’яти тварин. Він шукає їжу вночі, харчується насінням, листям і іноді комахами. Мало що відомо про поведінку розмноження в дикій природі, але від тварин, які розмножувалися під опікою людини, відомо, що період вагітності тривав від 38 до 41 дня, і було вирощено від одного до п’яти дитинчат. Статевозрілими самки стають через 70 днів.